# زارات، اسماعیل‌لی
زارات (به ترکی آذربایجانی: Zarat، همچنین Zaratbaba-Deresi) یک منطقه مسکونی در جمهوری آذربایجان است که در شهرستان اسماعیللی واقع شده‌است.